# ویکتوریا آبوویان
ویکتوریا وارطانی آبوویان (ارمنی: Վիկտորիա Վարդանի Աբովյան؛  ۱۸۸۳ – ۱۹۷۹) یک بازیگر، آموزگار، مترجم اهل ارمنستان بود. وی بین سال‌های - تا - میلادی فعالیت می‌کرد.

## زندگی‌نامه
وی در ۱۸۸۳ در ایروان به دنیا آمد و از مدرسه دخترانه هریپسیمه (ایروان) فارغ‌التحصیل شد.  وی در ۱۹۷۹ در سن ۹۶ سالگی در مسکو درگذشت.